# Szalay Ferenc (festő)
Szalay Ferenc (Mosonmagyaróvár, 1931. február 13. – Hódmezővásárhely, 2013. január 22.) magyar festőművész, grafikus, tanár, érdemes művész.

## Pályafutása
1951–1956 között a Magyar Képzőművészeti Főiskolán tanult, mesterei voltak Pap Gyula, Pór Bertalan és Szőnyi István. 1956-tól Hódmezővásárhelyen élt. 1964-től a szegedi Tömörkény I. Művészeti Szakközépiskolában tanított, később ugyanitt igazgatóhelyettesként dolgozott. Miután nyugdíjba vonult, ugyanott folytatta a tanítást. A Vásárhelyi Iskola kiemelkedő képviselője, a realista festészet egyik meghatározó alakja.

## Tanulmányutak
- 1966: Esslingen (Német Szövetségi Köztársaság)
- 1968: Ulánbátor
- 1985: Párizs

## Díjak, elismerések
- 1958–1961: Derkovits-ösztöndíj
- 1962: Tornyai-plakett
- 1965: a szegedi VI. Nyári Tárlat nívódíja; Munkácsy-díj
- 1967: Koszta József-plakett
- 1969: római ösztöndíj
- 1972: SZOT-díj
- 1975: a szegedi XVI. Nyári Tárlat nívódíja
- 1988: érdemes művész

## Egyéni kiállítások
- 1963 • Tornyai János Múzeum, Hódmezővásárhely
- 1964 • Fényes Adolf Terem, Budapest
- 1966 • Collegium Hungaricum Bécs
- 1967 • Esslingen (Német Szövetségi Köztársaság)
- 1969 • Derkovits Terem, Budapest
- 1972 • Bartók Béla Művelődési Központ, Szeged
- 1974 • Műcsarnok, Budapest • Tornyai János Múzeum, Hódmezővásárhely • Munkácsy Mihály Múzeum, Békéscsaba • Hansági Múzeum, Mosonmagyaróvár
- 1975 • Kiskun Múzeum, Kiskunfélegyháza
- 1976 • Magyar Kultúra Háza, Szófia • Magyar Ház, Berlin
- 1978 • Csontváry Terem, Pécs
- 1982 • Iskola Galéria, Csepel, Budapest
- 1988 • Szőnyi István Múzeum, Zebegény • Kis Galéria, Hercegszántó • József Attila Művelődési Központ, Mezőhegyes

## Válogatott csoportos kiállítások
- 1956–2000 • III-47. Vásárhelyi Őszi Tárlat, Tornyai János Múzeum, Hódmezővásárhely
- 1962–1978 • Nyári Tárlat, Móra Ferenc Múzeum Képtára, Szeged
- 1965–1977 • Délalföldi Tárlat, Hódmezővásárhely, Szeged, Szentes, Békéscsaba
- 1966–1990 • Vásárhelyi művészet, Városi Múzeum, Zenta
- 1966 • Vásárhelyi művészet, Collegium Hungaricum, Bécs
- 1968 • Hódmezővásárhelyi művészet, Esslingen (Német Szövetségi Köztársaság)
- 1997 • Magyar Szalon '97, Műcsarnok.

## Művek közgyűjteményekben
- Koszta József Múzeum, Szentes
- Magyar Nemzeti Galéria, Budapest
- Tornyai János Múzeum, Hódmezővásárhely

## Köztéri művei
- kerámia fal (1958, Hódmezővásárhely, temető ravatalozója)
- Cantata profana (pannó, 1965, Hódmezővásárhely, Bethlen Gábor Gimnázium)
- freskó I., II., III. (1966, Szeged, Belvárosi temető ravatalozója)
- Felvonulás (pannó, 1970, Szeged, Szakszervezeti Székház)
- Szegvár múltja és jelene (pannó, 1975, Szegvár, Magyar Szocialista Munkáspárt Székház)
- Hódtói csata (secco, 2000, Hódmezővásárhely, nagyszigeti körtemplom)

## Emlékezete
Egyik képe Buda Ferencet Az elesett katonák emlékére című vers írására ihlette.